# Wilhelm Dege
Wilhelm Dege (* 9. Oktober 1910 in Bochum; † 21. Dezember 1979 in Suderburg) war ein deutscher Autor, Pädagoge, Geograf, Geologe und Hochschullehrer, der vor allem durch seine belletristischen und dokumentarischen Bücher über die Arktis bekannt wurde. Als Leutnant der Wehrmacht war er 1944/45 auch Leiter der militärischen Wetterstation „Haudegen“1 auf Spitzbergen. Aufgrund der abgelegenen Lage in der polaren Region kapitulierte seine kleine Truppe – als letzte Wehrmachtseinheit überhaupt – offiziell erst am 4. September 1945.

## Leben
Im Jahr 1931 absolvierte Dege ein Lehramtsstudium an der Pädagogischen Akademie in Dortmund und war anschließend als Volksschullehrer in Münster tätig. Zusätzlich studierte er Geographie, Geologie und Vorgeschichte und unternahm 1935, 1936 und 1938 eigene Forschungsreisen nach Spitzbergen. Dege promovierte an der Universität Münster im Jahr 1939 mit einem Werk über seine geomorphologische Forschungen im nördlichen Andréeland.
Im Jahr 1940 kam er als Soldat der Wehrmacht aufgrund seiner Sprach- und Landeskenntnisse nach Norwegen und später als Leiter einer Wetterdienst-Expedition nach Spitzbergen. Im Zweiten Weltkrieg führte er den Wettertrupp „Haudegen“, der in Spitzbergen Wetterdaten für die Marine sammelte. Aufgrund der Isolation wurde der Wettertrupp auch nach der deutschen Kapitulation zunächst nicht abgeholt und führte seine Beobachtungen nun im Auftrag der Alliierten fort. Erst im September 1945, vier Monate nach dem Zusammenbruch des Dritten Reichs, wurde er von der Besatzung eines norwegischen Schiffs abgeholt und zum norwegischen Festland zurückgebracht, nachdem er als einer der letzten deutschen Soldaten ihr gegenüber kapituliert hatte.
Ab 1946 arbeitete Dege erneut als Lehrer. 1962 kam er dann als Professor für Heimat- und Volkskunde und Didaktik der Erdkunde an die Pädagogische Hochschule Dortmund, wo er bis 1976 lehrte. Von 1963 bis 1968 war Dege außerdem Geschäftsführer des Westfälischen Heimatbundes.
Im Jahr 1985 gelang es seinem Sohn Eckart, Überreste des Lagers und das Tagebuch des Vaters aufzuspüren. Der wissenschaftliche Nachlass Deges, inkl. Originalunterlagen, Fotos und Filmen des „Unternehmen Haudegen“ befindet sich im Archiv für Geographie des Leibniz-Instituts für Länderkunde in Leipzig.

## Schriften

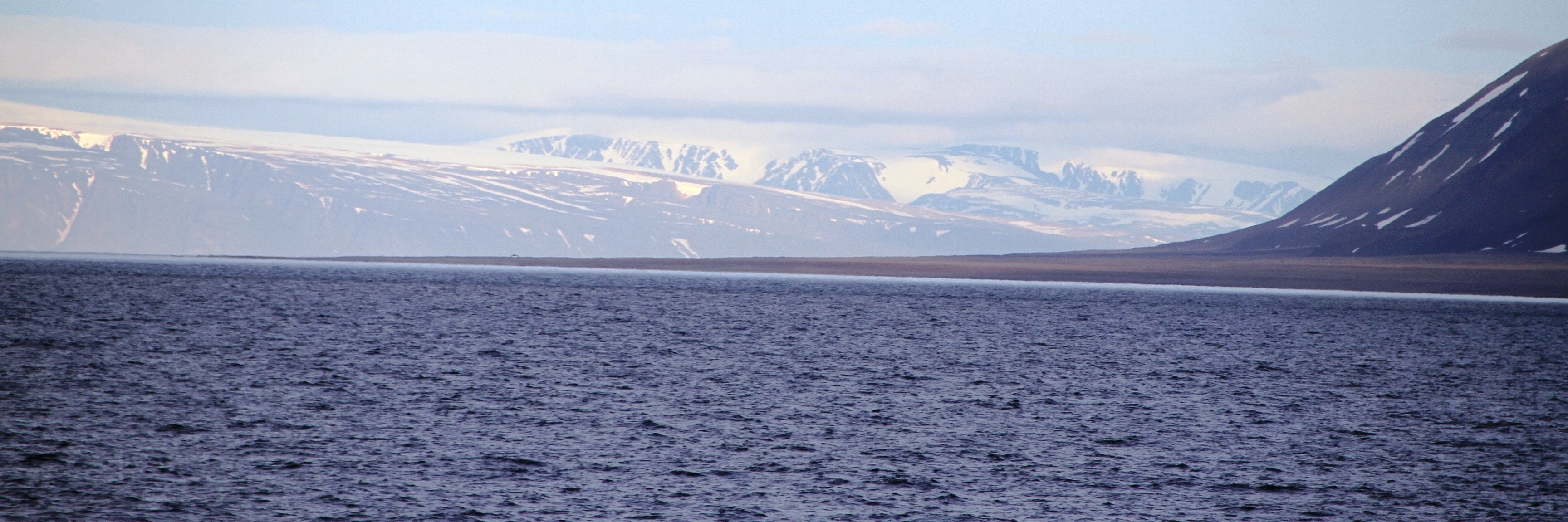
An Spitzbergens Wijdefjord spielt der Großteil von Deges Abenteuererzählung Jäger in Nacht und Eis.

- Jäger in Nacht und Eis: Die Geschichte einer Überwinterung auf Spitzbergen. Enßlin & Laiblin, Reutlingen 1953.
- Im Packeis gefangen. Die Abenteuer eines modernen Robinson in der Arktis. Freiburg i. Br. 1953.
- Von Oslo bis zum Polarkreis: Kampf und Sieg in Mittel-Norwegen. Enßlin & Laiblin, Reutlingen 1942.
- Wettertrupp Haudegen. Brockhaus, Wiesbaden 1954
- Im Vorfeld des Nordpols. Fahrten und Abenteuer auf Spitzbergen. Herder, Freiburg im Breisgau 1957.
- Grönland ohne Eskimos. Brockhaus, Wiesbaden 1964.
- Sagen aus Westfalen. Crüwell, Dortmund 1964.
- Das Ruhrgebiet. Ferdinand Hirt, Kiel 1976, ISBN 3-528-08322-0.
- Gefangen im arktischen Eis: Wettertrupp „Haudegen“ – die letzte deutsche Arktisstation des Zweiten Weltkrieges. Convent, Hamburg 2006, ISBN 3-934613-94-2.